# Linea verde (programma televisivo)
Linea verde è un programma televisivo che racconta il territorio italiano, l'agricoltura, la biodiversità e le eccellenze agroalimentari, che va in onda su Rai 1 la domenica alle 12:20.

## Il programma
La trasmissione raccoglie l'eredità di programmi come La Tv degli agricoltori, A come Agricoltura e Agricoltura domani andati in onda di domenica sulla prima rete Rai dagli anni cinquanta agli anni settanta.
Il programma è realizzato in maniera itinerante e nelle puntate si affrontano temi legati alla complessa realtà agricola italiana con i suoi punti di forza e le sue debolezze. Tra gli interessi che ruotano intorno all'agricoltura, vengono esaminati oltre ai prodotti tipici, anche le tradizioni, la ricettività rurale dell'agriturismo e la salvaguardia ambientale.

## Meteo verde
Fin dalla prima edizione Linea verde dispone di un suo spazio meteorologico, il Meteo verde (dal 2003 assorbito dal Meteo 1, successivamente diventato Rai Meteo), in onda alla domenica all'interno del programma, sempre su Rai 1. La rubrica va in onda anche il mercoledì alle 9:40 per mostrare le previsioni per i giorni successivi della settimana. Dal 1981 al 1994 lo spazio della meteorologia era curato e condotto dal tenente colonnello Marcello Loffredi.

## Edizioni
Le edizioni normali di Linea verde vanno in onda ogni domenica dalle 12.20 alle 13.30 dal mese di settembre a quello di giugno, su Rai 1.
| Edizione | Anno        | Conduttori          | Conduttori          | Conduttori          | Conduttori          | Co-conduttori        |
| -------- | ----------- | ------------------- | ------------------- | ------------------- | ------------------- | -------------------- |
| 1ª       | Estate 1981 | Federico Fazzuoli   | -                   | -                   | -                   | –                    |
| 2ª       | 1981-1982   | Federico Fazzuoli   | Catherine Spaak     | Gigliola Cinquetti  | Paola Perissi       | –                    |
| 3ª       | 1982-1983   | Federico Fazzuoli   | Paola Perissi       | Paola Perissi       | Paola Perissi       | –                    |
| 4ª       | 1983-1984   | Federico Fazzuoli   | Paola Perissi       | Paola Perissi       | Paola Perissi       | –                    |
| 5ª       | 1984-1985   | Federico Fazzuoli   | Paola Perissi       | Paola Perissi       | Paola Perissi       | –                    |
| 6ª       | 1985-1986   | Federico Fazzuoli   | Marta Flavi         | Isabel Russinova    | Sandro Paternostro  | –                    |
| 7ª       | 1986-1987   | Federico Fazzuoli   | Federico Fazzuoli   | Federico Fazzuoli   | Federico Fazzuoli   | –                    |
| 8ª       | 1987-1988   | Federico Fazzuoli   | Federico Fazzuoli   | Federico Fazzuoli   | Federico Fazzuoli   | –                    |
| 9ª       | 1988-1989   | Federico Fazzuoli   | Federico Fazzuoli   | Federico Fazzuoli   | Federico Fazzuoli   | –                    |
| 10ª      | 1989-1990   | Federico Fazzuoli   | Federico Fazzuoli   | Federico Fazzuoli   | Federico Fazzuoli   | –                    |
| 11ª      | 1990-1991   | Federico Fazzuoli   | Federico Fazzuoli   | Federico Fazzuoli   | Federico Fazzuoli   | –                    |
| 12ª      | 1991-1992   | Federico Fazzuoli   | Federico Fazzuoli   | Federico Fazzuoli   | Federico Fazzuoli   | –                    |
| 13ª      | 1992-1993   | Federico Fazzuoli   | Federico Fazzuoli   | Federico Fazzuoli   | Federico Fazzuoli   | –                    |
| 14ª      | 1993-1994   | Federico Fazzuoli   | Federico Fazzuoli   | Sandro Vannucci     | Sandro Vannucci     | –                    |
| 15ª      | 1994-1995   | Sandro Vannucci     | Sandro Vannucci     | Sandro Vannucci     | Sandro Vannucci     | –                    |
| 16ª      | 1995-1996   | Sandro Vannucci     | Sandro Vannucci     | Sandro Vannucci     | Sandro Vannucci     | –                    |
| 17ª      | 1996-1997   | Sandro Vannucci     | Sandro Vannucci     | Sandro Vannucci     | Sandro Vannucci     | –                    |
| 18ª      | 1997-1998   | Sandro Vannucci     | Sandro Vannucci     | Sandro Vannucci     | Sandro Vannucci     | –                    |
| 19ª      | 1998-1999   | Sandro Vannucci     | Sandro Vannucci     | Sandro Vannucci     | Sandro Vannucci     | –                    |
| 20ª      | 1999-2000   | Fabrizio Binacchi   | Fabrizio Binacchi   | Fabrizio Del Noce   | Fabrizio Del Noce   | –                    |
| 21ª      | 2000-2001   | Fabrizio Binacchi   | Fabrizio Binacchi   | Fabrizio Del Noce   | Fabrizio Del Noce   | –                    |
| 22ª      | 2001-2002   | Fabrizio Del Noce   | Fabrizio Del Noce   | Fabrizio Del Noce   | Fabrizio Del Noce   | –                    |
| 23ª      | 2002-2003   | Guido Barendson     | Guido Barendson     | Beatrice Luzzi      | Beatrice Luzzi      | –                    |
| 24ª      | 2003-2004   | Paolo Brosio        | Paolo Brosio        | Gianfranco Vissani  | Gianfranco Vissani  | Paola Saluzzi        |
| 25ª      | 2004-2005   | Paolo Brosio        | Paolo Brosio        | Gianfranco Vissani  | Gianfranco Vissani  | –                    |
| 26ª      | 2005-2006   | Paolo Brosio        | Paolo Brosio        | Gianfranco Vissani  | Gianfranco Vissani  | –                    |
| 27ª      | 2006-2007   | Massimiliano Ossini | Massimiliano Ossini | Gianfranco Vissani  | Gianfranco Vissani  | –                    |
| 28ª      | 2007-2008   | Massimiliano Ossini | Massimiliano Ossini | Veronica Maya       | Veronica Maya       | –                    |
| 29ª      | 2008-2009   | Massimiliano Ossini | Massimiliano Ossini | Massimiliano Ossini | Massimiliano Ossini | –                    |
| 30ª      | 2009-2010   | Massimiliano Ossini | Massimiliano Ossini | Massimiliano Ossini | Massimiliano Ossini | Eva Crosetta         |
| 31ª      | 2010-2011   | Elisa Isoardi       | Elisa Isoardi       | Fabrizio Gatta      | Fabrizio Gatta      | –                    |
| 32ª      | 2011-2012   | Eleonora Daniele    | Eleonora Daniele    | Fabrizio Gatta      | Fabrizio Gatta      | –                    |
| 33ª      | 2012-2013   | Eleonora Daniele    | Eleonora Daniele    | Fabrizio Gatta      | Fabrizio Gatta      | –                    |
| 34ª      | 2013-2014   | Patrizio Roversi    | Patrizio Roversi    | Ingrid Muccitelli   | Ingrid Muccitelli   | –                    |
| 35ª      | 2014-2015   | Patrizio Roversi    | Patrizio Roversi    | Daniela Ferolla     | Daniela Ferolla     | –                    |
| 36ª      | 2015-2016   | Patrizio Roversi    | Patrizio Roversi    | Daniela Ferolla     | Daniela Ferolla     | –                    |
| 37ª      | 2016-2017   | Patrizio Roversi    | Patrizio Roversi    | Daniela Ferolla     | Daniela Ferolla     | –                    |
| 38ª      | 2017-2018   | Patrizio Roversi    | Patrizio Roversi    | Daniela Ferolla     | Daniela Ferolla     | –                    |
| 39ª      | 2018-2019   | Federico Quaranta   | Federico Quaranta   | Daniela Ferolla     | Daniela Ferolla     | Peppone Calabrese    |
| 40ª      | 2019-2020   | Beppe Convertini    | Beppe Convertini    | Ingrid Muccitelli   | Ingrid Muccitelli   | Peppone Calabrese    |
| 41ª      | 2020-2021   | Beppe Convertini    | Beppe Convertini    | Ingrid Muccitelli   | Ingrid Muccitelli   | Peppone Calabrese    |
| 42ª      | 2021-2022   | Beppe Convertini    | Beppe Convertini    | Peppone Calabrese   | Peppone Calabrese   | -                    |
| 43ª      | 2022-2023   | Beppe Convertini    | Beppe Convertini    | Peppone Calabrese   | Peppone Calabrese   | -                    |
| 44ª      | 2023-2024   | Livio Beshir        | Livio Beshir        | Peppone Calabrese   | Peppone Calabrese   | Margherita Granbassi |
| 45ª      | 2024-2025   | Livio Beshir        | Livio Beshir        | Peppone Calabrese   | Peppone Calabrese   | Margherita Granbassi |

## Spin-off

### Attualmente in onda

#### Linea verde Italia
Va in onda dal 2016, ogni sabato dalle 12:30 alle 13:30. Nel corso degli anni il programma ha cambiato più volte nome. Iniziato come Linea verde - L'agricoltura in città, nel 2017 diventa Linea verde va in città, nel 2018 Linea verde Life e nel 2024 Linea verde Italia.

#### Linea verde Bike
Va in onda dal 2 settembre 2023, dalle 12:00 alle 12:30, con la conduzione di Federico Quaranta e Giulia Capocchi, che raccontano il territorio italiano dalla prospettiva di chi lo percorre in bicicletta.
| Edizione | Inizio           | Fine             | Puntata | Conduttori        | Conduttori      |
| -------- | ---------------- | ---------------- | ------- | ----------------- | --------------- |
| 1        | 2 settembre 2023 | 30 dicembre 2023 | 7       | Federico Quaranta | Giulia Capocchi |
| 2        | 2 novembre 2024  | 14 dicembre 2024 | 7       | Federico Quaranta | Giulia Capocchi |

#### Linea verde Tipico
Va in onda dal 21 ottobre 2023, alle 12:00, per quattro puntate con la conduzione di Federico Quaranta che, in collaborazione con la fondazione Filiera Italia, promuove il made in Italy. Ogni puntata è dedicata ad una specifica azienda e alla filiera agroalimentare che la contraddistingue nel proprio contesto di riferimento.

#### Linea verde Start
Va in onda dal 2021, il sabato dalle 12:00 alle 12:30.
| Edizione | Anno      | Inizio          | Fine             | Puntate | Conduttore        |
| -------- | --------- | --------------- | ---------------- | ------- | ----------------- |
| 1ª       | 2021      | 9 ottobre 2021  | 13 novembre 2021 | 4       | Federico Quaranta |
| 2ª       | 2022-2023 | 12 marzo 2022   | 9 dicembre 2023  | 25      | Federico Quaranta |
| 3ª       | 2024      | 13 gennaio 2024 | 26 ottobre 2024  | 12      | Federico Quaranta |
| 4ª       | 2025      | 22 marzo 2025   | 19 aprile 2025   | 4       | Federico Quaranta |

#### Linea Verde Discovery
Va in onda dal 2022.
| Edizione | Anno | Titolo                                               | Inizio           | Fine             | Puntate | Conduttori        | Conduttori       | Conduttori  | Conduttori       |
| -------- | ---- | ---------------------------------------------------- | ---------------- | ---------------- | ------- | ----------------- | ---------------- | ----------- | ---------------- |
| 1ª       | 2022 | Linea verde Discovery                                | 28 maggio 2022   | 10 dicembre 2022 | 4       | Federico Quaranta | Monica Caradonna | Fabio Gallo | Angela Rafanelli |
| 2ª       | 2023 | Linea verde Discovery                                | 21 gennaio 2023  | 21 ottobre 2023  | 9       | Federico Quaranta | Monica Caradonna | Fabio Gallo | -                |
| 3ª       | 2024 | Linea verde Discovery                                | 6 aprile 2024    | 7 settembre 2024 | 6       | -                 | -                | Fabio Gallo | -                |
| 4ª       | 2025 | Linea verde Discovery                                | 15 febbraio 2025 | 31 maggio 2025   | 6       | Federico Quaranta | -                | -           | -                |
| 5ª       | 2025 | Linea verde Discovery - Strade e sapori del Giubileo | 22 febbraio 2025 | 15 marzo 2025    | 4       | Federico Quaranta | -                | -           | -                |
| 6ª       | 2025 | Linea verde Discovery - La rete verde                | 14 giugno 2025   | 5 luglio 2025    | 4       | Federico Quaranta | -                | -           | -                |

#### Linea verde Sentieri/Sentieri - La strada giusta
La prima edizione va in onda col titolo Linea verde Sentieri nell'estate 2022, il sabato dalle 12:00 alle 12:30, ad eccezione dell'ultima puntata che va in onda di domenica dalle 08:20 alle 08:40. La seconda edizione va in onda col nuovo titolo Sentieri - La strada giusta nella primavera 2023, il sabato dalle 14:00 alle 15:00. La terza edizione, che torna al titolo originario, va in onda nell'estate 2023 il sabato dalle 12:30 alle 13:30 con puntate doppie. La quarta edizione va in onda nella primavera 2024, il sabato dalle 14:00 alle 15:00. La quinta edizione va in onda dalle 12:30 alle 13:30.
| Edizione | Anno | Titolo                      | Inizio         | Fine              | Puntate | Conduttori | Conduttori           | Conduttori      |
| -------- | ---- | --------------------------- | -------------- | ----------------- | ------- | ---------- | -------------------- | --------------- |
| 1ª       | 2022 | Linea verde Sentieri        | 18 giugno 2022 | 11 settembre 2022 | 11      | Lino Zani  | Margherita Granbassi | -               |
| 2ª       | 2023 | Sentieri - La strada giusta | 1º aprile 2023 | 20 maggio 2023    | 7       | Lino Zani  | Margherita Granbassi | Giulia Capocchi |
| 3ª       | 2023 | Linea verde Sentieri        | 1º luglio 2023 | 9 settembre 2023  | 14      | Lino Zani  | Margherita Granbassi | Gian Luca Gasca |
| 4ª       | 2024 | Linea verde Sentieri        | 30 marzo 2024  | 27 luglio 2024    | 12      | Lino Zani  | -                    | Giulia Capocchi |
| 5ª       | 2025 | Linea verde Sentieri        | 21 giugno 2025 | in corso          | 6       | Lino Zani  | -                    | Giulia Capocchi |

#### Linea verde Illumina
Va in onda dall'8 giugno 2024, ogni sabato dalle 11:25 alle 12:30, con la conduzione di Francesco Gasparri e Daria Luppino (nel 2024) e Valentina Caruso (nel 2025).

#### Linea verde Tradizioni
Va in onda dal 3 maggio 2025, ogni sabato dalle 11:25 alle 12:00, con la conduzione di Adriana Volpe.

### In onda nel passato

#### Linea verde Orizzonti
In onda dal 1994 al 2016, inizialmente la domenica mattina, successivamente il sabato mattina.
| Anno      | Conduttori          | Conduttori          | Conduttori         |
| --------- | ------------------- | ------------------- | ------------------ |
| 1994-1995 | Sandro Vannucci     | Sandro Vannucci     | Sandro Vannucci    |
| 1995-1996 | Sandro Vannucci     | Sandro Vannucci     | Sandro Vannucci    |
| 1996-1997 | Sandro Vannucci     | Sandro Vannucci     | Sandro Vannucci    |
| 1997-1998 | Sandro Vannucci     | Sandro Vannucci     | Sandro Vannucci    |
| 1998-1999 | Sandro Vannucci     | Sandro Vannucci     | Sandro Vannucci    |
| 1999-2000 | Paolo Giani         | Paolo Giani         | Paolo Giani        |
| 2000-2001 | Gianstefano Spoto   | Gianstefano Spoto   | Gianstefano Spoto  |
| 2001-2002 | Gianstefano Spoto   | Gianstefano Spoto   | Gianstefano Spoto  |
| 2003-2004 | Gianfranco Vissani  | Gianfranco Vissani  | Gianfranco Vissani |
| 2004-2005 | Gianfranco Vissani  | Gianfranco Vissani  | Gianfranco Vissani |
| 2005-2006 | Gianfranco Vissani  | Gianfranco Vissani  | Gianfranco Vissani |
| 2006-2007 | Gianfranco Vissani  | Gianfranco Vissani  | Gianfranco Vissani |
| 2007-2008 | Massimiliano Ossini | Massimiliano Ossini | Veronica Maya      |
| 2008-2009 | Federico Quaranta   | Federico Quaranta   | Tinto              |
| 2009-2010 | Fabrizio Rocca      | Fabrizio Rocca      | Fabrizio Rocca     |
| 2010-2011 | Gianfranco Vissani  | Gianfranco Vissani  | Gianfranco Vissani |
| 2011-2012 | Chiara Giallonardo  | Laura Fadda         | Laura Fadda        |
| 2012-2013 | Chiara Giallonardo  | Luca Sardella       | Luca Sardella      |
| 2013-2014 | Chiara Giallonardo  | Federico Quaranta   | Federico Quaranta  |
| 2014-2015 | Chiara Giallonardo  | Federico Quaranta   | Federico Quaranta  |
| 2015-2016 | Chiara Giallonardo  | Federico Quaranta   | Federico Quaranta  |

#### Linea verde Radici
La prima e la terza edizione sono andate in onda nelle estati 2020 e 2021, il sabato dalle 12:30 alle 13:30. La prima edizione viene poi parzialmente replicata dal 21 al 25 settembre 2020 nella stessa fascia oraria ma a cadenza giornaliera. La seconda edizione va in onda a cavallo tra il 2020 e il 2021, il sabato dalle 12:00 alle 12:30. In seguito alla fine della terza edizione vanno in onda, sempre di sabato, degli speciali: i primi due sono montaggi delle puntate precedenti (il primo in onda il 18 settembre 2021 dalle 12:00 alle 12:30, e il secondo il successivo 2 ottobre dalle 16:45 alle 18:45), mentre l'ultimo speciale, dal titolo Oro rosso, è dedicato al pomodoro ed è andato in onda il 27 novembre 2021 dalle 12:00 alle 12:30.
| Edizione | Inizio            | Fine              | Puntate | Conduttori        |
| -------- | ----------------- | ----------------- | ------- | ----------------- |
| 1ª       | 4 luglio 2020     | 12 settembre 2020 | 10      | Federico Quaranta |
| 2ª       | 28 novembre 2020  | 27 febbraio 2021  | 10      | Angela Rafanelli  |
| 3ª       | 10 luglio 2021    | 11 settembre 2021 | 9       | Federico Quaranta |
| Speciali | 18 settembre 2021 | 18 settembre 2021 | 3       | Federico Quaranta |
| Speciali | 2 ottobre 2021    |                   | 3       | Federico Quaranta |
| Speciali | 27 novembre 2021  |                   | 3       | Federico Quaranta |

#### Linea verde Tour
La prima edizione va in onda nell'estate 2020, il sabato dalle 12:00 alle 12:30; questa edizione viene poi parzialmente replicata dal 21 al 25 settembre dello stesso anno nella stessa fascia oraria ma a cadenza giornaliera. La seconda edizione va in onda nell'autunno 2020, il sabato dalle 15:00 alle 15:30. La terza e la quarta edizione vanno in onda tra il 2021 e il 2022, il sabato dalle 12:00 alle 12:30. La quinta edizione va in onda nell'estate 2022, il sabato dalle 12:30 alle 13:30.
| Edizione | Inizio            | Fine              | Puntate | Conduttori        | Conduttori      | Conduttori        |
| -------- | ----------------- | ----------------- | ------- | ----------------- | --------------- | ----------------- |
| 1ª       | 4 luglio 2020     | 12 settembre 2020 | 10+1    | Federico Quaranta | Giulia Capocchi | Peppone Calabrese |
| 2ª       | 26 settembre 2020 | 21 novembre 2020  | 7       | Federico Quaranta | Giulia Capocchi | Peppone Calabrese |
| 3ª       | 3 aprile 2021     | 2 ottobre 2021    | 21      | Federico Quaranta | Giulia Capocchi | Peppone Calabrese |
| 4ª       | 20 novembre 2021  | 15 gennaio 2022   | 3       | Federico Quaranta | Giulia Capocchi | Peppone Calabrese |
| 5ª       | 9 luglio 2022     | 10 settembre 2022 | 8       | Federico Quaranta | Giulia Capocchi | -                 |

#### Linea verde Storie
Serie di speciali in onda tra il 2021 e il 2022, il sabato mattina. Il primo speciale va in onda dalle 13:00 alle 13:30, mentre gli ultimi due dalle 12:00 alle 12:30.
| Puntate | Messa in onda    | Titolo                                             | Conduttore        |
| ------- | ---------------- | -------------------------------------------------- | ----------------- |
| 1ª      | 11 dicembre 2021 | Il caffè                                           | Federico Quaranta |
| 2ª      | 8 gennaio 2022   | L'olio                                             | Federico Quaranta |
| 3ª      | 10 dicembre 2022 | Restauro della Basilica di San Benedetto da Norcia | Federico Quaranta |

#### Linea verde Link
In onda nel 2022, il sabato dalle 12:00 alle 12:30.
| Edizione | Inizio        | Fine           | Puntate | Conduttori  | Conduttori  |
| -------- | ------------- | -------------- | ------- | ----------- | ----------- |
| 1ª       | 9 aprile 2022 | 21 maggio 2022 | 6       | Greta Mauro | Fabio Gallo |

#### Linea verde Explora
In onda nel 2022 e nel 2023, il sabato dalle 12:00 alle 12:30.
| Edizione | Inizio          | Fine             | Puntate | Conduzione        | Co-conduzione    | Rete  |
| -------- | --------------- | ---------------- | ------- | ----------------- | ---------------- | ----- |
| 1ª       | 22 gennaio 2022 | 5 marzo 2022     | 6       | Federico Quaranta | Angela Rafanelli | Rai 1 |
| 2ª       | 8 ottobre 2022  | 12 novembre 2022 | 7       | Federico Quaranta | Daria Luppino    | Rai 1 |
| 3ª       | 3 giugno 2023   | 15 luglio 2023   | 7       | Federico Quaranta | Daria Luppino    | Rai 1 |

## Linea verde Estate
Linea verde Estate va in onda dal mese di giugno al mese di settembre alla domenica su Rai 1.
| Edizione | Anni | Conduttori           | Conduttori          | Co-conduttore     |
| -------- | ---- | -------------------- | ------------------- | ----------------- |
| 1ª       | 1982 | Federico Fazzuoli    | Federico Fazzuoli   | –                 |
| 2ª       | 1983 | Federico Fazzuoli    | Federico Fazzuoli   | –                 |
| 3ª       | 1984 | Federico Fazzuoli    | Federico Fazzuoli   | –                 |
| 4ª       | 1985 | Federico Fazzuoli    | Federico Fazzuoli   | –                 |
| 5ª       | 1986 | Federico Fazzuoli    | Federico Fazzuoli   | –                 |
| 6ª       | 1987 | Federico Fazzuoli    | Federico Fazzuoli   | –                 |
| 7ª       | 1988 | Federico Fazzuoli    | Federico Fazzuoli   | –                 |
| 8ª       | 1989 | Federico Fazzuoli    | Federico Fazzuoli   | –                 |
| 9ª       | 1990 | Federico Fazzuoli    | Federico Fazzuoli   | –                 |
| 10ª      | 1991 | Federico Fazzuoli    | Federico Fazzuoli   | –                 |
| 11ª      | 1992 | Federico Fazzuoli    | Federico Fazzuoli   | –                 |
| 12ª      | 1993 | Federico Fazzuoli    | Federico Fazzuoli   | –                 |
| 13ª      | 1994 | Sandro Vannucci      | Sandro Vannucci     | –                 |
| 14ª      | 1995 | Sandro Vannucci      | Sandro Vannucci     | –                 |
| 15ª      | 1996 | Sandro Vannucci      | Sandro Vannucci     | –                 |
| 16ª      | 1997 | Sandro Vannucci      | Sandro Vannucci     | –                 |
| 17ª      | 1998 | Sandro Vannucci      | Sandro Vannucci     | –                 |
| 18ª      | 1999 | Sandro Vannucci      | Sandro Vannucci     | –                 |
| 19ª      | 2000 | Fabrizio Binacchi    | Fabrizio Binacchi   | –                 |
| 20ª      | 2001 | Fabrizio Binacchi    | Fabrizio Binacchi   | –                 |
| 21ª      | 2002 | Fabrizio Del Noce    | Fabrizio Del Noce   | –                 |
| 22ª      | 2003 | Guido Barendson      | Guido Barendson     | –                 |
| 23ª      | 2004 | Paolo Brosio         | Paola Saluzzi       | –                 |
| 24ª      | 2005 | Paolo Brosio         | Paolo Brosio        | –                 |
| 25ª      | 2006 | Paolo Brosio         | Paolo Brosio        | –                 |
| 26ª      | 2007 | Massimiliano Ossini  | Massimiliano Ossini | –                 |
| 27ª      | 2008 | Massimiliano Ossini  | Veronica Maya       | –                 |
| 28ª      | 2009 | Massimiliano Ossini  | Massimiliano Ossini | –                 |
| 29ª      | 2010 | Massimiliano Ossini  | Massimiliano Ossini | –                 |
| 30ª      | 2011 | Elisa Isoardi        | Fabrizio Gatta      | –                 |
| 31ª      | 2012 | Eleonora Daniele     | Fabrizio Gatta      | –                 |
| 32ª      | 2013 | Eleonora Daniele     | Eleonora Daniele    | –                 |
| 33ª      | 2014 | Patrizio Roversi     | Ingrid Muccitelli   | –                 |
| 34ª      | 2015 | Patrizio Roversi     | Daniela Ferolla     | –                 |
| 35ª      | 2016 | Patrizio Roversi     | Daniela Ferolla     | –                 |
| 36ª      | 2017 | Federico Quaranta    | Federica De Denaro  | –                 |
| 37ª      | 2018 | Federico Quaranta    | Federica De Denaro  | Peppone Calabrese |
| 38ª      | 2019 | Federico Quaranta    | Federica De Denaro  | Peppone Calabrese |
| 39ª      | 2020 | Angela Rafanelli     | Marco Bianchi       | –                 |
| 40ª      | 2021 | Angela Rafanelli     | Marco Bianchi       | –                 |
| 41ª      | 2022 | Angela Rafanelli     | Peppone Calabrese   | –                 |
| 42ª      | 2023 | Angela Rafanelli     | Peppone Calabrese   | –                 |
| 43ª      | 2024 | Angela Rafanelli     | Peppone Calabrese   | –                 |
| 44ª      | 2025 | Margherita Granbassi | Flavio Montrucchio  | –                 |

### Spin-off diLinea verde Estate
| Anno | Titolo                       | Conduttori         | Conduttori         | Conduttori        | Conduttori        |
| ---- | ---------------------------- | ------------------ | ------------------ | ----------------- | ----------------- |
| 2013 | Linea verde Orizzonti Estate | Luca Sardella      | Luca Sardella      | Luca Sardella     | Luca Sardella     |
| 2014 | Linea verde Orizzonti Estate | Chiara Giallonardo | Chiara Giallonardo | Federico Quaranta | Federico Quaranta |
| 2015 | Linea verde Orizzonti Estate | Chiara Giallonardo | Chiara Giallonardo | Federico Quaranta | Federico Quaranta |
| 2016 | Linea verde Orizzonti Estate | Chiara Giallonardo | Chiara Giallonardo | Federico Quaranta | Federico Quaranta |
| 2018 | Linea verde non va in ferie  | Federico Quaranta  | Federica De Denaro | Peppone Calabrese | Peppone Calabrese |
| 2019 | Linea verde Life Estate      | Chiara Giallonardo | Chiara Giallonardo | Marcello Masi     | Marcello Masi     |
| 2019 | Grand Tour                   | Lorella Cuccarini  | Angelo Mellone     | Peppone Calabrese | Peppone Calabrese |
| 2020 | L'Italia non finisce mai     | Michele Dalai      | Federica De Denaro | Mariasole Bianco  | Mia Canestrini    |
| 2022 | Linea verde 100              | Beppe Convertini   | Beppe Convertini   | Beppe Convertini  | Beppe Convertini  |

## Sigle
Dal 1981 al 1988 il tema musicale della sigla era Green Line di OMNI, dal 1988 al 1994 la sigla era quella del film Blade Runner, dal 1994 la sigla è un brano che spesso è erroneamente conosciuto come l'ouverture dall'opera Il viaggio a Reims di Gioachino Rossini, ma che in realtà è una danza dell'opera Le siège de Corinthe, dello stesso autore.